# Teima Onorio

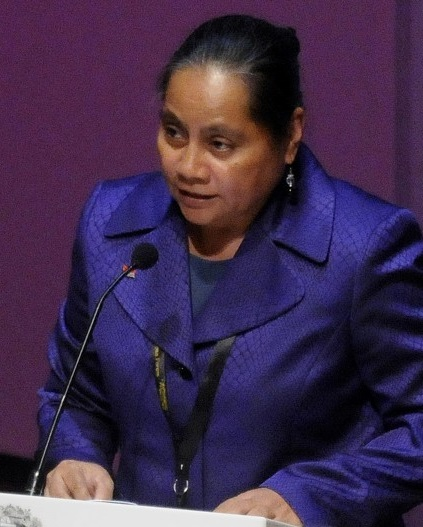
Teima Onorio, 2014

Teima Onorio (* 1963) ist eine kiribatische Politikerin der Partei Boutokaan Te Koaua. Von 2003 bis 2016 war sie Vizepräsidentin von Kiribati. Onorio ist zudem seit 1998 Mitglied des Maneaba ni Maungatabu und war ab 2003 in wechselnden Ministerposten tätig, zuletzt 2012 bis 2016 als Innen- und Sozialministerin.
Onorio besuchte die Victoria University of Wellington und die University of East Anglia. Sie ist die Tochter des früheren Präsidenten Kiribatis Rota Onorio. Vor ihrer politischen Karriere war Onorio als Englischlehrerin tätig.